# Кубок світу з фехтування
Кубок світу з фехтування - щорічне міжнародне змагання з фехтування, яке проводиться під егідою Міжнародної федерації фехтування. Проводяться індивідуальні та командні змагання на рапірах, шаблях і на шпагах. В кожному із видів зброї щорічно проходить три Гран Прі, п'ять етапів Кубка світу та ще декілька подібних змагань. 

## Історія
Перший Кубок світу був проведений в 1972 році, чоловіки змагалися у всіх видах зброї, жінки тільки на рапірах. У 1989 році додалися змагання на шпагах, а в 1999 році на шаблях. З 2000 року проводяться командні змагання.

## Правила
У сезоні проводиться ряд турнірів, за кожне місце на окремому турнірі присуджуються очки, які додаються. З сезону 2015/16 дається 1 очко за 65-96 місце.
П'ять кращих результатів, а також результати Олімпійських ігор, чемпіонату світу з фехтування та зональних чемпіонатів враховуються для ранжирування кожного фехтувальника. 
Команди змагаються на п'яти етапах Кубка світу щороку. Чотири кращі результати, а також результати Олімпійських ігор, чемпіонатів світу з фехтування та зональних чемпіонатів враховуються для рейтингу кожної країни.
Кращі 16  фехтувальників в топ-рейтинг FIE звільнені від кваліфікаційного етапу і мають доступ безпосередньо до таблиці 64. Всі інші конкуренти проходять 6 або 7 відбірних етапів.  
Фехтувальники класифікуються за послідовністю:
- Кількість перемоги в боях;
- Різниця між загальною кількістю ударів та загальна кількість звернень до нього;
- Загальна кількість набраних хітів.

|                                | Золото | Срібло | Бронза | 4-е | 5-8 | 9-16 | 17-32 | 33-64 |
| ------------------------------ | ------ | ------ | ------ | --- | --- | ---- | ----- | ----- |
| Олімпійські ігри               | 96     | 78     | 60     | 54  | 42  | 24   | 12    | 6     |
| Чемпіонат світу з фехтування   | 80     | 65     | 50     | _   | 35  | 20   | 10    | 5     |
| Зональний Чемпіонат / Гран-Прі | 48     | 39     | 30     | _   | 21  | 12   | 6     | 3     |
| Світовий Кубок                 | 32     | 26     | 20     | _   | 14  | 8    | 4     | 2     |
| Сателіти                       | 4      | 3      | 2      | _   | 1   | 0    | 0     | 0     |

## Переможці

### Індивідуальні змагання
| Рік  | Чоловіки                             | Чоловіки                       | Чоловіки                         | Жінки                          | Жінки                         | Жінки                             |
| Рік  | Рапіра                               | Шабля                          | Шпага                            | Рапіра                         | Шабля                         | Шпага                             |
| ---- | ------------------------------------ | ------------------------------ | -------------------------------- | ------------------------------ | ----------------------------- | --------------------------------- |
| 1972 | Вітольд Войда Польща                 | Віктор Сидяк СРСР              | Чаба Феньвеши Угорщина           | Антонелла Раньо Італія         |                               |                                   |
| 1973 | Єньо Камуті Угорщина                 | Віктор Сидяк (2) СРСР          | Рольф Едлінг Швеція              | Валентина Ніконова СРСР        |                               |                                   |
| 1974 | Олександр Романьков СРСР             | Маріо Альдо Монтано Італія     | Рольф Едлінг (2) Швеція          | Ільдіку Бубіс Угорщина         |                               |                                   |
| 1975 | Крістіан Ноель Франція               | Володимир Назлимов СРСР        | Борис Лукомський СРСР            | Ольга Князева СРСР             |                               |                                   |
| 1976 | Олександр Романьков (2) СРСР         | Віктор Кровопусков СРСР        | Александер Пуш ФРН               | Олена Новікова-Бєлова СРСР     |                               |                                   |
| 1977 | Карло Монтано Італія                 | Володимир Назлимов (2) СРСР    | Юхан Харменберг Швеція           | Валентина Сидорова СРСР        |                               |                                   |
| 1978 | Маттіас Бер ФРН                      | Імре Гедьоварі Угорщина        | Олександр Абушахметов СРСР       | Олена Новікова-Бєлова (2) СРСР |                               |                                   |
| 1979 | Володимир Смирнов СРСР               | Віктор Кровопусков (2) СРСР    | Стефано Беллоні Італія           | Валентина Сидорова (2) СРСР    |                               |                                   |
| 1980 | Володимир Смирнов (2) СРСР           | Імре Гедьоварі (2) Угорщина    | Александер Пуш (2) ФРН           | Валентина Сидорова (3) СРСР    |                               |                                   |
| 1981 | Андреа Борелла Італія                | Джанфранко Далла Барба Італія  | Александер Пуш (3) ФРН           | Дорина Ваккароні Італія        |                               |                                   |
| 1982 | Мауро Нума Італія                    | Імре Гедьоварі (3) Угорщина    | Анджело Маццоні Італія           | Корнеліа Ханіш ФРН             |                               |                                   |
| 1983 | Мауро Нума (2) Італія                | Васіл Етрополські Болгарія     | Ельмар Борман ФРН                | Дорина Ваккароні (2) Італія    |                               |                                   |
| 1984 | Андреа Борелла (2) Італія            | Імре Гедьоварі (4) Угорщина    | Олівьє Ленгле Франція            | Дорина Ваккароні (3) Італія    |                               |                                   |
| 1985 | Мауро Нума (3) Італія                | Васіл Етрополські (2) Болгарія | Роберт Фелісяк Польща            | Laurence Modaine Франція       |                               |                                   |
| 1986 | Федеріко Черві Італія                | Васіл Етрополські (3) Болгарія | Александер Пуш (4) ФРН           | Кристіана Вебер ФРН            |                               |                                   |
| 1987 | Андреа Борелла (3) Італія            | Януш Олех Польща               | Арнд Шмітт ФРН                   | Жужанна Яноші Угорщина         |                               |                                   |
| 1988 | Стефано Черьоні Італія               | Імре Буйдошо Угорщина          | Сандро Куомо Італія              | Жужанна Яноші (2) Угорщина     |                               |                                   |
| 1989 | Андреа Борелла (4) Італія            | Вілмош Сабо Румунія            | Ерік Срекі Франція               | Ціта-Єва Функенхаузер ФРН      |                               | Ева-Мария Иттнер ФРН              |
| 1990 | Дмитро Шевченко СРСР                 | Григорий Кириєнко СРСР         | Олівьє Ленгле (2) Франція        | Аня Фіхтель ФРН                | Еліза Уга Італія              |                                   |
| 1991 | Торстен Вайднер Німеччина            | Петер Абаї Угорщина            | Арнд Шмітт (2) Німеччина         | Джованна Трілліні Італія       | Марьяна Хорват Угорщина       |                                   |
| 1992 | Сергій Голубицький Об'єднана команда | Вілмош Сабо (2) Румунія        | Ерік Срекі (2) Франція           | Маргеріта Цалаффі Італія       | Марьяна Хорват (2) Угорщина   |                                   |
| 1993 | Сергій Голубицький (2) Україна       | Марко Марін Італія             | Анджело Маццоні Італія           | Дьяна Бьянкєді Італія          | Элизабет Кнехтль Австрія      |                                   |
| 1994 | Сергій Голубицький (3) Україна       | Станіслав Поздняков Росія      | Анджело Маццоні (2) Італія       | Джованна Трілліні (2) Італія   | Катья Насс Німеччина          |                                   |
| 1995 | Сергій Голубицький (4) Україна       | Станіслав Поздняков (2) Росія  | Ерік Срекі (3) Франція           | Джованна Трілліні (3) Італія   | Тайми Чаппе Іспанія           |                                   |
| 1996 | Роландо Туккер Куба                  | Станіслав Поздняков (3) Росія  | Jean-François Di Martino Франція | Валентина Веццалі Італія       | Тімея Надь Угорщина           |                                   |
| 1997 | Вольфганг Вінанд Німеччина           | Даміан Туйя Франція            | Ерік Срекі (4) Франція           | Валентина Веццалі (2) Італія   | Valérie Barlois Франція       |                                   |
| 1998 | Ельвіс Грегорі Куба                  | Луїджі Тарантіно Італія        | Сандро Куомо (2) Італія          | Джованна Трілліні (4) Італія   | Клаудіа Бокель Німеччина      |                                   |
| 1999 | Сергій Голубицький (5) Україна       | Станіслав Поздняков (4) Росія  | Павло Колобков СРСР              | Валентина Веццалі (3) Італія   | Олена Жемаєва Азербайджан     | Ільдіко Мінца Угорщина            |
| 2000 | Ральф Бісдорф Німеччина              | Станіслав Поздняков (5) Росія  | Арнд Шмітт (3) Німеччина         | Валентина Веццалі (4) Італія   | Анн-Ліза Туйя Франція         | Ільдіко Мінца (2) Угорщина        |
| 2001 | Ральф Бісдорф (2) Німеччина          | Міхай Коваліу Румунія          | Йорг Фідлер Німеччина            | Валентина Веццалі (5) Італія   | Анн-Ліза Туйя (2) Франція     | Імке Дупліцер Німеччина           |
| 2002 | Ральф Бісдорф (3) Німеччина          | Станіслав Поздняков (6) Росія  | Крістоф Марік Австрія            | Валентина Веццалі (6) Італія   | Олена Жемаєва (2) Азербайджан | Лора Флессель-Коловік Франція     |
| 2003 | Андре Вессельс Німеччина             | Домонкош Ферьянчік Угорщина    | Крістоф Марік (2) Австрія        | Валентина Веццалі (7) Італія   | Сада Джейкобсон США           | Лора Флессель-Коловік (2) Франція |
| 2004 | Сальваторе Санцо Італія              | Володимир Лукашенко Україна    | Альфредо Рота Італія             | Валентина Веццалі (8) Італія   | Сада Джейкобсон (2) США       | Лора Флессель-Коловік (3) Франція |
| 2005 | Ерван Ле Пешу Франція                | Олексій Якименко Росія         | Стефано Кароццо Італія           | Маргеріта Гранбассі Італія     | Сада Джейкобсон (5) США       | Імке Дупліцер (2) Німеччина       |
| 2006 | Андреа Кассара Італія                | Жолт Немчик Угорщина           | Габор Боцко Угорщина             | Сільвія Грухала Польща         | Маріель Загуніс США           | Sherraine Schalm Канада           |
| 2007 | Андреа Бальдіні Італія               | Алексей Якименко (2) Росія     | Ерік Буасс Франція               | Валентина Веццалі (9) Італія   | Тань Сюе КНР                  | Лі На КНР                         |
| 2008 | Андреа Кассара (2) Італія            | Луїджі Тарантіно (2) Італія    | Маттео Тальяріоль Італія         | Валентина Веццалі (10) Італія  | Ребекка Ворд США              | Ана Бринзе Румунія                |
| 2009 | Андреа Бальдіні (2) Італія           | Ніколас Лімбах Німеччина       | Готьє Грум'є Франція             | Аріанна Ерріго Італія          | Маріель Загуніс (2) США       | Ана Бринзе (2) Румунія            |
| 2010 | Лей Шен КНР                          | Николас Лимбах (2) Німеччина   | Йорг Фідлер (2) Німеччина        | Валентина Веццалі (11) Італія  | Маріель Загуніс (3) США       | Емеше Сас Угорщина                |
| 2011 | Андреа Кассара (3) Італія            | Олексій Якименко (3) Росія     | Паоло Піццо Італія               | Еліза ді Франциска Італія      | Маріель Загуніс (4) США       | Сунь Юйцзє КНР                    |
| 2012 | Андреа Кассара (4) Італія            | Ніколас Лімбах (3) Німеччина   | Ніколай Новосьолов Естонія       | Аріанна Ерріго (2) Італія      | Маріель Загуніс (5) США       | Сунь Юйцзє (2) КНР                |
| 2013 | Андреа Кассара (5) Італія            | Веніамін Решетников Росія      | Рубен Лімардо Венесуела          | Аріанна Ерріго (3) Італія      | Ольга Харлан Україна          | Ана Бринзе (3) Румунія            |
| 2014 | Ма Цзяньфей КНР                      | Ку Бон Гіль Південна Корея     | Ульріх Робейрі Франція           | Аріанна Ерріго (4) Італія      | Ольга Харлан (2) Україна      | Емеше Сас (2) Угорщина            |
| 2015 | Рейс Імбоден США                     | Ку Бон Гіль (2) Південна Корея | Готьє Грум'є Франція             | Еліза ді Франциска (2) Італія  | Софія Велика Росія            | Росселла Ф'ямінго Італія          |
| 2016 | Александер Массіалас США             | Кім Джон Хван Південна Корея   | Готьє Грум'є (2) Франція         | Аріанна Ерріго (5) Італія      | Софія Велика (2) Росія        | Емеше Сас (3) Угорщина            |
| 2017 | Александер Массіалас (2) США         | Ку Бон Гіль (3) Південна Корея | Яннік Борель Франція             | Інна Дериглазова Росія         | Анна Мартон Угорщина          | Віолетта Колобова Росія           |

### Командні змагання
| Рік  | Чоловіки      | Чоловіки     | Чоловіки    | Жінки      | Жінки       | Жінки       |
| Рік  | Рапіра        | Шабля        | Шпага       | Рапіра     | Шабля       | Шпага       |
| ---- | ------------- | ------------ | ----------- | ---------- | ----------- | ----------- |
| 2000 | Куба          | Угорщина     | Італія      | Німеччина  | Франція     | Угорщина    |
| 2002 | Німеччина     | Угорщина (2) | Австралія   | Румунія    | Румунія     | Німеччина   |
| 2003 | Італія        | Росія        | Франція     | Італія     | США         | Франція     |
| 2004 | Німеччина (2) | Франція      | Франція (2) | Польща     | Румунія (2) | Франція (2) |
| 2005 | Франція       | Італія       | Франція (3) | Росія      | Росія       | Росія       |
| 2006 | Франція (2)   | Франція (2)  | Франція (4) | Росія (2)  | Росія (2)   | Франція (3) |
| 2007 | Німеччина (3) | Угорщина (3) | Франція (5) | Росія (3)  | Росія (3)   | Франція (4) |
| 2008 | Італія (2)    | Франція (3)  | Франція (6) | Росія (4)  | США (2)     | КНР         |
| 2009 | Італія (3)    | Угорщина (4) | Італія (2)  | Італія (2) | Італія      | Україна     |
| 2010 | Італія (4)    | Угорщина (5) | Італія (3)  | Італія (3) | Польща      | Росія (2)   |
| 2011 | Італія (5)    | Франція (4)  | Росія       | Італія (4) | Румунія (3) | Росія (3)   |
| 2012 | Італія (6)    | Росія (2)    | США         | Італія (5) | Росія (4)   | Росія (4)   |
| 2013 | США           | Росія (3)    | Угорщина    | Італія (6) | Україна     | КНР (2)     |
| 2014 | Франція (3)   | Росія (4)    | Франція (7) | Італія (7) | США (3)     | Росія (5)   |
| 2015 | Росія         | Італія (2)   | Франція (8) | Росія (5)  | Росія (5)   | КНР (3)     |